# ホーチミン・ルート

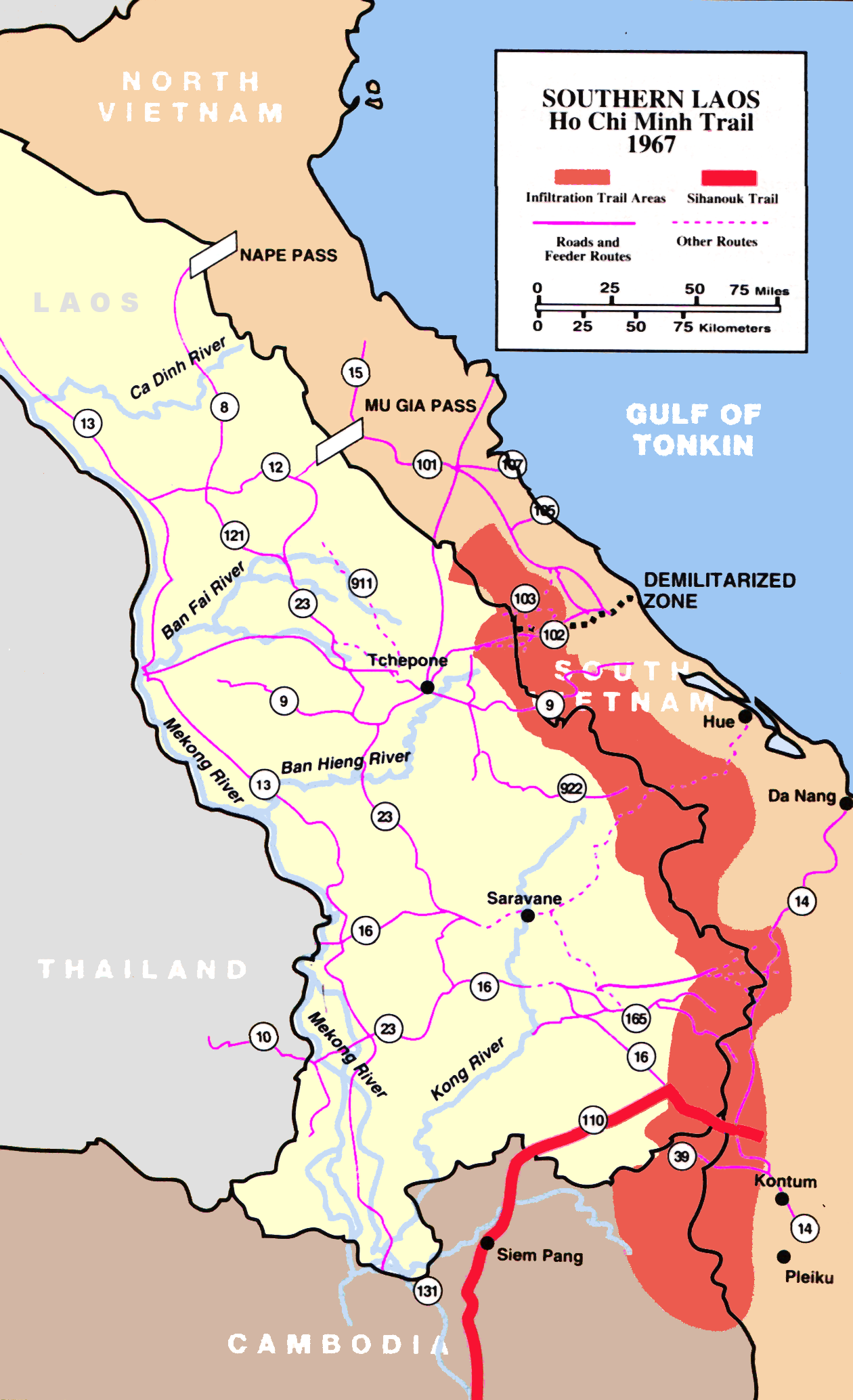
ホーチミン・ルート (1967年)

ホーチミン・ルート（英語: Ho Chi Minh trail、ベトナム語：Đường Trường Sơn / 塘長山）は、ベトナム戦争時における北（ベトナム民主共和国）から中立国ラオス、カンボジア領内を通り南（ベトナム共和国）に至る南ベトナム解放民族戦線への陸上兵站補給路を指す、Đường Trường Sơn の日本での呼称である。

## 名称
- ベトナム語: Đường Trường Sơn、又は ベトナム語：đường mòn Hồ Chí Minh / 塘𤷱胡志明
- 英語: Ho Chi Minh trail[2]

## 概要
ベトナム戦争において、北ベトナム・南ベトナムを隔てていた北緯17度の非武装地帯は、非常に厳重な警戒下に置かれていたため、北ベトナムが南ベトナム国内の反政府ゲリラ（ベトミン）へ非武装地帯を経由して支援を行うことは不可能だった。そこで、トラックなどの車両が通れる道路から徒歩でしか通過できないような道までを使い、ラオス領、カンボジア領までをも通過しつつ物資、兵力の投入が行われた。直線距離は1400kmである。
ラオス領とカンボジア領内のルートに関しては、北ベトナムが勝手に使用しており、国境侵犯していたことになるが、両国はこれを黙認した。ラオスでは、北ベトナムの影響を受けて共産主義化が急速に進んでいった（ラオス内戦）。
アメリカ軍は、中部高原のカンボジア国境近くのイア・ドラン渓谷（ザライ省の省都プレイクから南西へ約50km）に展開するべく、イア・ドラン渓谷の戦い（1965年11月14日 - 11月18日）を実施したが失敗した。
アメリカ軍は、ルート破壊のため、ルートが通っていた山々に住んでいた先住民族であるミャオ族（モン（Hmong）人）の一部（右派ミャオ族）を金品で手懐けた。右派ミャオ族の青少年は召集されて軍事訓練を施され、武器を手にルートに対する破壊工作を実施した。アメリカ軍は、空からも連日のように、ルートをクラスター爆弾等で爆撃した。対する北ベトナムは、20万人の人員を導入し、破壊されてもすぐに補修できるよう体制を整えていた。その中には、ラオスの共産勢力パテート・ラーオや、右派ミャオ族のあり方に反対し、北ベトナムに協力的だった左派ミャオ族も含まれていた。
ルートは、当初はジャングルの中の細い路を人手だけで運んでいたが、次第に自転車を使いだし、効率を上げるため、ホンダ・カブで輸送し、最終的にはトラックで堂々と運ぶようになった。多くのトラックは上空からバイクに誤認されるようにヘッドライトの片方を潰していた。
1970年3月にアメリカ軍はカンボジアに侵攻し、1971年2月には、アメリカ空軍がラオスにあったルートも遠慮なく爆撃している（ラムソン719作戦）。そのため現在でも、ラオス北東部では不発弾の爆発で、農民が死傷する事故が相次いでいる。
また、戦時中にアメリカに協力してホーチミンルートを破壊しようとした右派ミャオ族は、ベトナム戦争終結後、北ベトナム側についた他の左派ミャオ族たちや、ラオス駐留のベトナム人民軍から民族浄化に等しい凄惨な報復を受け、数万人が虐殺されたとみられている。ミャオ族は、同じ民族が左右に分かれて代理戦争をしたのである。
結局、右派ミャオ族はインドシナ戦争からベトナム戦争終結後までの戦乱およびベトナムからの報復により約20万人が死亡し、生き延びたものも命からがら、タイ王国やアメリカ合衆国に難民となって流出することになった。